# Boris Czoczijew
Boris Czoczijew (ros. Борис Елиозович Чочиев; ur. 1 listopada 1957 w Didchewi, zm. 22 lipca 2021 we Władykaukazie) − osetyński polityk, premier Osetii Południowej od 17 sierpnia 2008 do 22 października 2008.
17 sierpnia 2008 prezydent Eduard Kokojty, na mocy wydanego dekretu, mianował na stanowisko szefa rządu Osetii Południowej, separatystycznej republiki w granicach Gruzji, Borisa Czoczijewa. Jednocześnie w republice wprowadzony został miesięczny stan wyjątkowy. 
Czoczijew pełnił poprzednio funkcję pierwszego wicepremiera w rządzie premiera Jurija Morozowa.